# قصيعة (طب)
القُصَيْعَة (بالإنجليزية: Scutulum)‏، هي قشرة صفراء، تظهر حول الجريبات على شكل صحن أو كوب، ذو رائحة جبنية، تتكون من نسيج كثيف من الأفطورات والحطام الظهاري. غالبًا ما تظهر القصيعة في فروة الرأس وهي من خصائص السعفة القرعية.

## الشكل
- تتكون من آفة صفراء تشبه القشرة (غطاء كبريتي).
- له سطح محدب مقعر، يظهر التحدب باتجاه فروة الرأس مما يؤدي إلى تآكل أو انخفاض في بشرة الفروة، لذلك فهو ملتصق بقوة بفروة الرأس.
- عند انفصاله عن الفروة، يعطي إفرازات مصلية في الدم (مصل ودم)
- الحجم: من بضعة مليمترات إلى بضعة سنتيمترات.